# Heinz Mehlan
Heinz Mehlan (geb. am 4. Dezember 1926 in Berlin; gest. am 12. September 1987 ebenda) war ein deutscher Architekt. Gemeinsam mit Architekten wie Hermann Henselmann, Günter Stahn, Manfred Prasser und Heinz Graffunder prägte er in den 1960er und 1970er Jahren die Architektur Ostberlins.
Mehlan war sowohl an der Rekonstruktion und dem Wiederaufbau bedeutender Berliner Baudenkmäler wie auch an prominenten modernistischen Neubauten Ostberlins beteiligt.

## Leben und Wirken

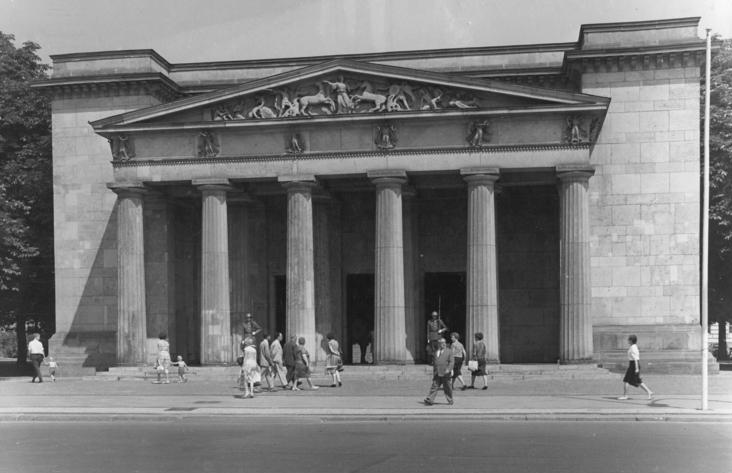
Die Neue Wache nach der Rekonstruktion durch Mehlan, 1964

Mehlan wurde als Sohn eines Schuhmachers geboren. Im Zweiten Weltkrieg leistete er Arbeits- und Kriegsdienst, 1946 begann er eine Tätigkeit als Maurer, die er wegen eines Arbeitsunfalls jedoch aufgeben musste. Von 1948 bis 1951 besuchte er die Vereinigten Bauschulen von Groß-Berlin, die er als Bauingenieur abschloss. Dem folgte von 1952 bis 1959 ein Abendstudium der Architektur an der Technischen Universität Berlin.
Bereits ab 1951 war er daneben im VEB Entwurfsbüro Hochbau I und beim VEB Hochbauprojektierung I berufstätig in der Bauprojektierung und -realisierung, unter anderem baute er 1951/52 Ledigenheime in Berlin-Johannisthal. Als Gruppenleiter zeichnete er ab 1954 verantwortlich für den Bau von Wohnhäusern in Berlin-Buch (1954/55, Röbellweg), Prenzlauer Berg (1956/57, Schönhauser Allee) und Pankow (mit Läden, 1958–1960), des Kesselhauses des Krankenhauses Berlin-Kaulsdorf und die Berufsschule in der Gudvanger Strasse im Prenzlauer Berg. Von 1959 bis 1961 projektierte und realisierte er den Bau von acht Schwesternheimen in Berlin und entwarf mit Gertraude Lehmann 1961/62 zwei Kinderkrippen für die Neubaugebiete um den Strausberger Platz (Weydemeyerstraße, Neue Blumenstraße).

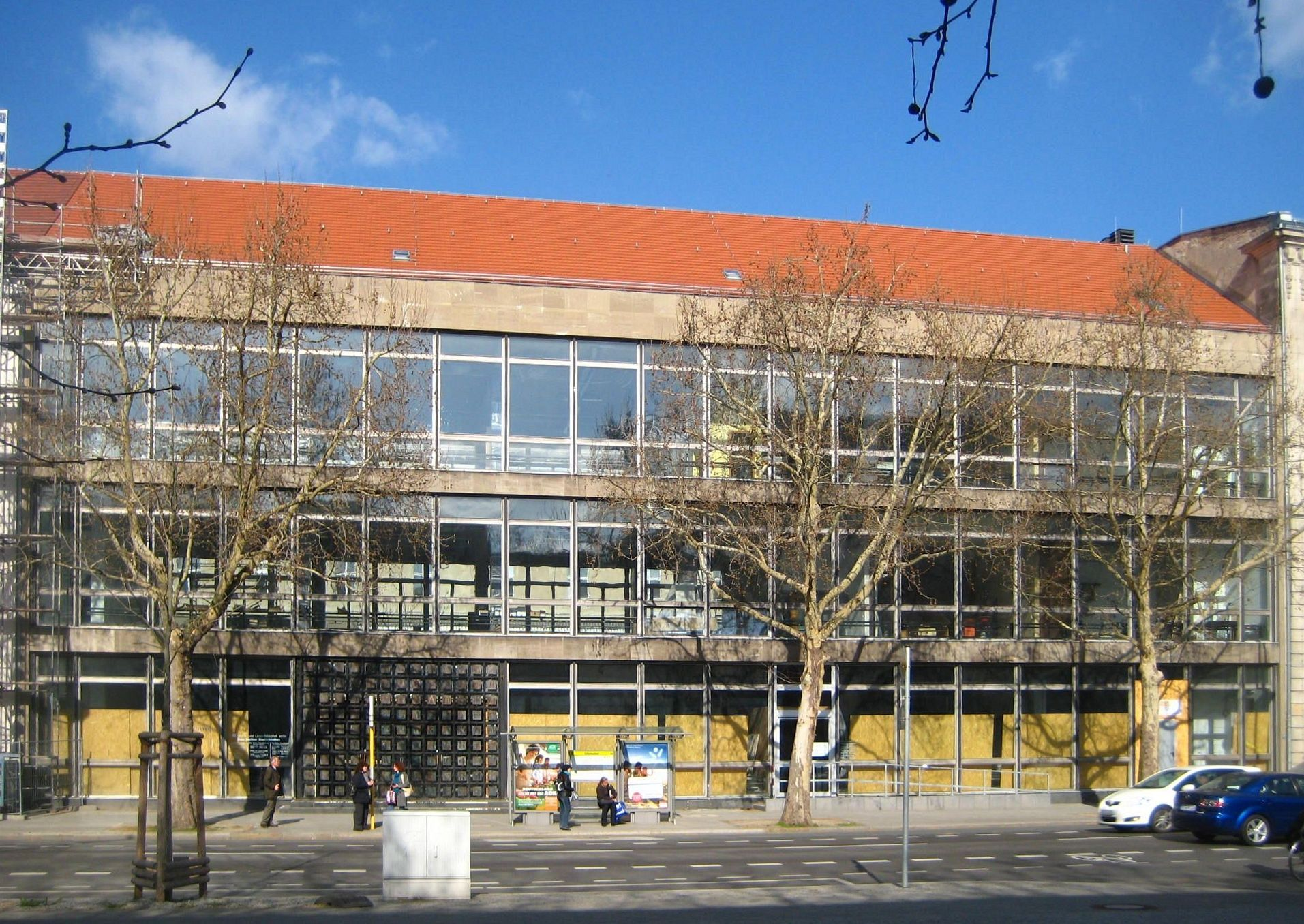
Mehlans Neubau der Stadtbibliothek in der Breiten Straße 32–34

1956 erhielt er seinen ersten bedeutenden Auftrag, die Rekonstruktion und den Umbau der schwer kriegszerstörten Neuen Wache, die 1961 als Mahnmal für die Opfer des Faschismus und Militarismus wieder eröffnet wurde. Dem folgten Rekonstruktion und Umbau des Alten Marstalls im Verbund mit seinem Neubau der Berliner Stadtbibliothek in der Breiten Straße von 1961 bis 1966 sowie die des benachbarten Ribbeck-Hauses von 1964 bis 1966 als Sitz des Bunds der Architekten. Von 1963 bis 1964 war er auch für die Neugestaltung der Straße Unter den Linden verantwortlich.
Von 1961 bis 1976 arbeitete Mehlan für das VEB Wohnungsbaukombinat Berlin, zuerst als Abteilungsleiter und seit 1968 als Hauptabteilungsleiter. Gemeinsam mit Harry Reichert traf er die Vorplanungen für das Staatsratsgebäude und erbaute die Zentrale Betriebsgaststätte (1964–1965, heute Hofbräuhaus) sowie mit Peter Skujin und Emil Leibold das diesem vorgelagerte Haus der Elektroindustrie (1965–1967). Von 1968 bis 1970 führte er den Bau des von Hermann Henselmann entworfenen Platzes der Vereinten Nationen (damals Leninplatz) aus. Das von ihm geleitete Kollektiv entwarf des Weiteren das Wohngebiet Frankfurter Allee Süd an der Frankfurter Allee in Lichtenberg (1969–71) und an der Straße der Pariser Kommune in Berlin-Friedrichshain (1970–73), bei der erstmals der Wohnbautyp P2 angewandt wurde. Im Wohnkomplex Leninallee/Ho-Chi-Minh-Straße in Berlin-Lichtenberg realisierte er 1973/1974 erstmals eine elfgeschossige Ausführung des Wohnbautyps WBS 70-11.

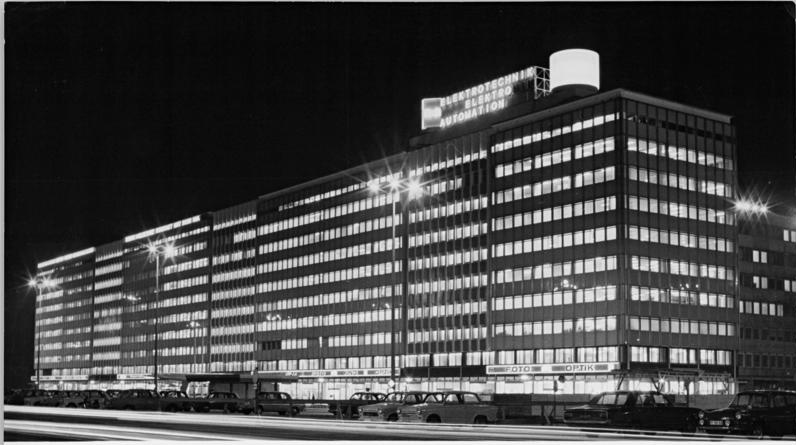
Das „Haus der Elektroindustrie“, 1969 bei Nacht

Mit seiner Neugestaltung des Ratskellers im Roten Rathaus befasste sich Mehlan seit den 1970er Jahren dann wieder mit der Rekonstruktion historischer Bauten. Ab 1977 war er als Bereichsleiter Historische Bauten und Stellvertreter des Chefarchitekten für historische Bauten im Büro für Städtebau des Berliner Magistrats tätig und entwarf Studien zur Rekonstruktion der Bölschestraße in Berlin-Friedrichshagen und der Sophienstraße in Berlin-Mitte. Er war eng beteiligt am Aufbau des Nikolaiviertels mit seiner Verbindung aus historisierenden und modernen Elementen, für das er Studien zu Bürgerhäusern entwarf und auch mehrere Gebäude gestaltete.
Mehlan, laut Bruno Flierl ein „stiller Mann“, erkrankte 1984 schwer und zog sich aus dem Berufsleben zurück. Er starb am 12. September 1987 in Berlin.

## Rezeption
In der DDR wurde Heinz Mehlan mit der Schinkel-Plakette des ΒDA 1963, dem Goethepreis der Stadt Berlin 1972, dem Architekturpreis der DDR 1987 und der Medaille „Erbauer des Stadtzentrums“ der Hauptstadt Berlin ausgezeichnet.
Mehlans Rekonstruktion der Neuen Wache wurde im Zuge der deutschen Wiedervereinigung durch eine Rekonstruktion der Vorgängerfassung von 1931 getilgt, das Schicksal des ehemaligen Hauses der Elektroindustrie ist bis in die Gegenwart noch nicht entschieden. Sein Neubau der Stadtbibliothek hingegen wurde vielseitig gewürdigt, Bruno Flierl bewertete ihn als „ein ganz einfaches, selbstverständliches, ein sehr schönes Gebäude“ und hob seine Verbindung mit den beiden ihn umgebenden Altbauten hervor,  Dieter Hoffmann-Axthelm lobte es als „extremer Glücksfall, gut eingepaßt, durchsichtig, luftig, angenehm, ohne gezwungene Archaismen und Modernismen“ und nannte es ästhetisch „von keinem Zweifel geplagt“. Das Gebäude wurde inzwischen unter Denkmalschutz gestellt.